# دينيسلاف أنجيلوف
دينيسلاف أنجيلوف هو لاعب كرة قدم بلغاري في مركز الوسط، ولد في 8 يونيو 2001 في فارنا في بلغاريا.

## وصلات خارجية
- دينيسلاف أنجيلوف على موقع قاعدة بيانات كرة القدم.إي يو (الإنجليزية)
- دينيسلاف أنجيلوف على موقع Soccerway.com (الإنجليزية)